# JFK Express

Serviço JFK Express
«O comboio para o avião»

Serviço JFK, recentemente conhecido sob o nome da marca «The Train to The Plane» (em português:  «O comboio para o avião») é um serviço fechado de trânsito rápido do metrô de Nova Yorque. Esta rota foi ligar Midtown Manhattan eo aeroporto Aeroporto Internacional JFK.
Foi inaugurado em 23 de setembro de 1978. Sobre os sinais de estações e de rota, e no mapa do metrô oficial deste serviço foram marcados por logo com uma silhueta de avião sobre o fundo azul-celeste ().
O percurso começou na estação 57th Street, seguiu ao longo de uma linha IND Sixth Avenue Line 
para a West Fourth Street – Washington Square
onde se mudou para a linha IND Eighth Avenue Line para Jay Street – Borough Hall em Downtown Brooklyn. A partir dessa estação, que correu sem parar sobre as linhas IND Fulton Street Line e IND Rockaway Line para Howard Beach – JFK Airport.
Serviço JFK foi descontinuado em 15 abril de 1990.